# 盤如農産物市場駅
盤如農産物市場駅（パニョノンサンムルシジャンえき）は、大韓民国釜山広域市海雲台区にある釜山交通公社4号線の駅である。駅番号は409。
4号線は美南駅から当駅までが地下区間であり、次の石坮駅からは高架区間となる。

## 駅構造
相対式ホーム2面2線の地下駅。フルスクリーンタイプのホームドアが設置されている。出入口は2箇所に設けられている。

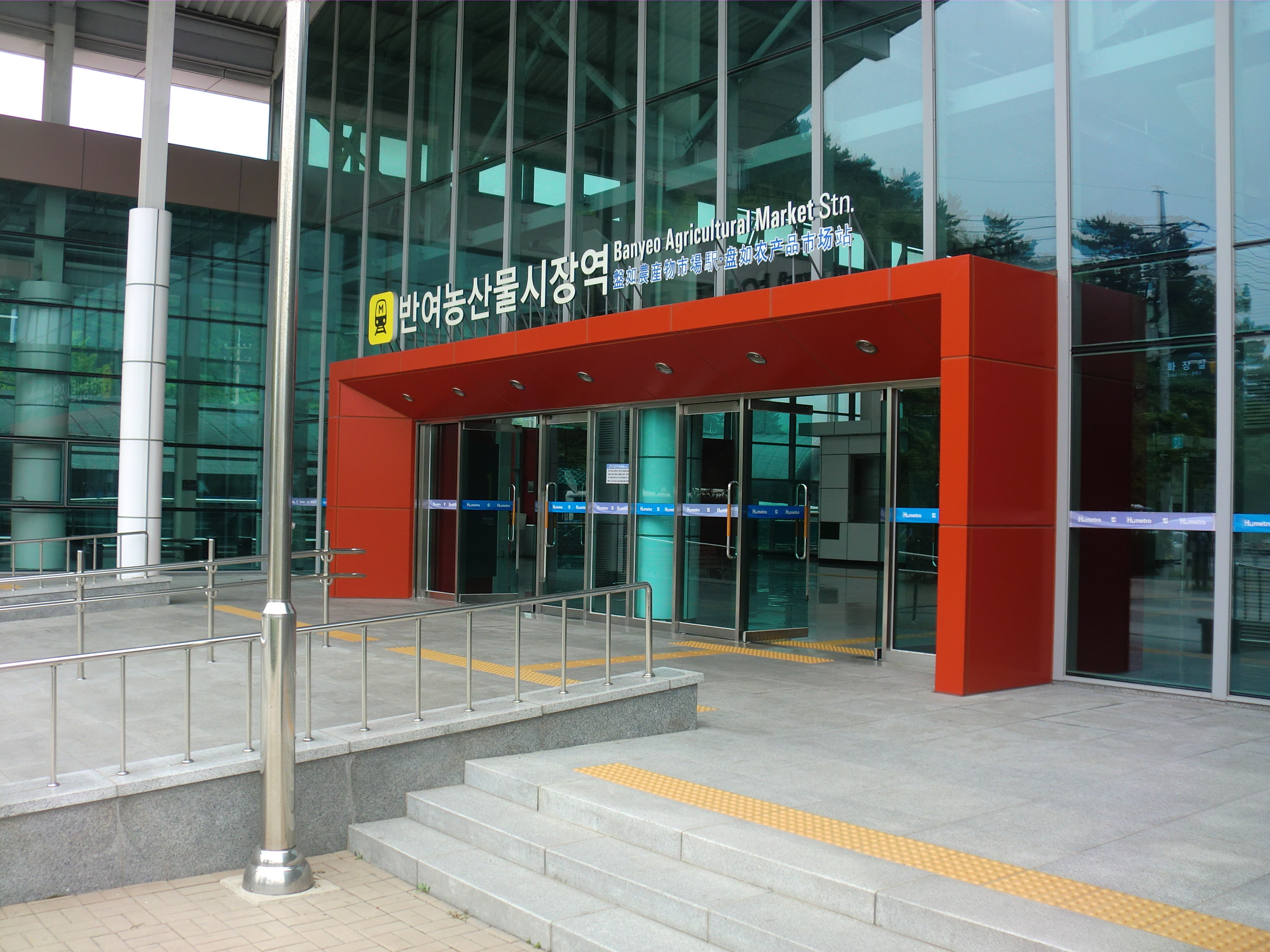
1番出入口（2014年7月）
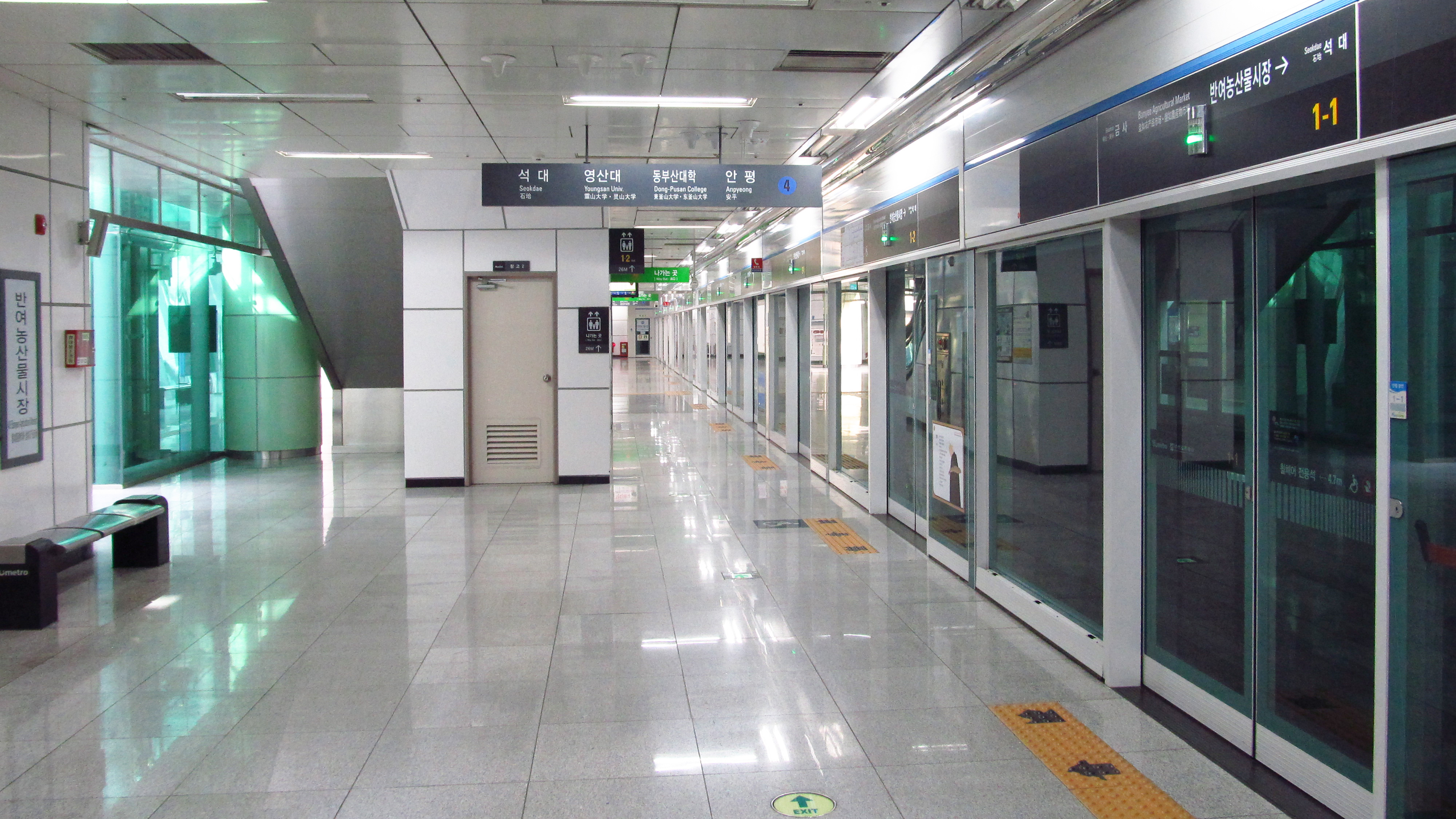
下りホーム（2018年4月）
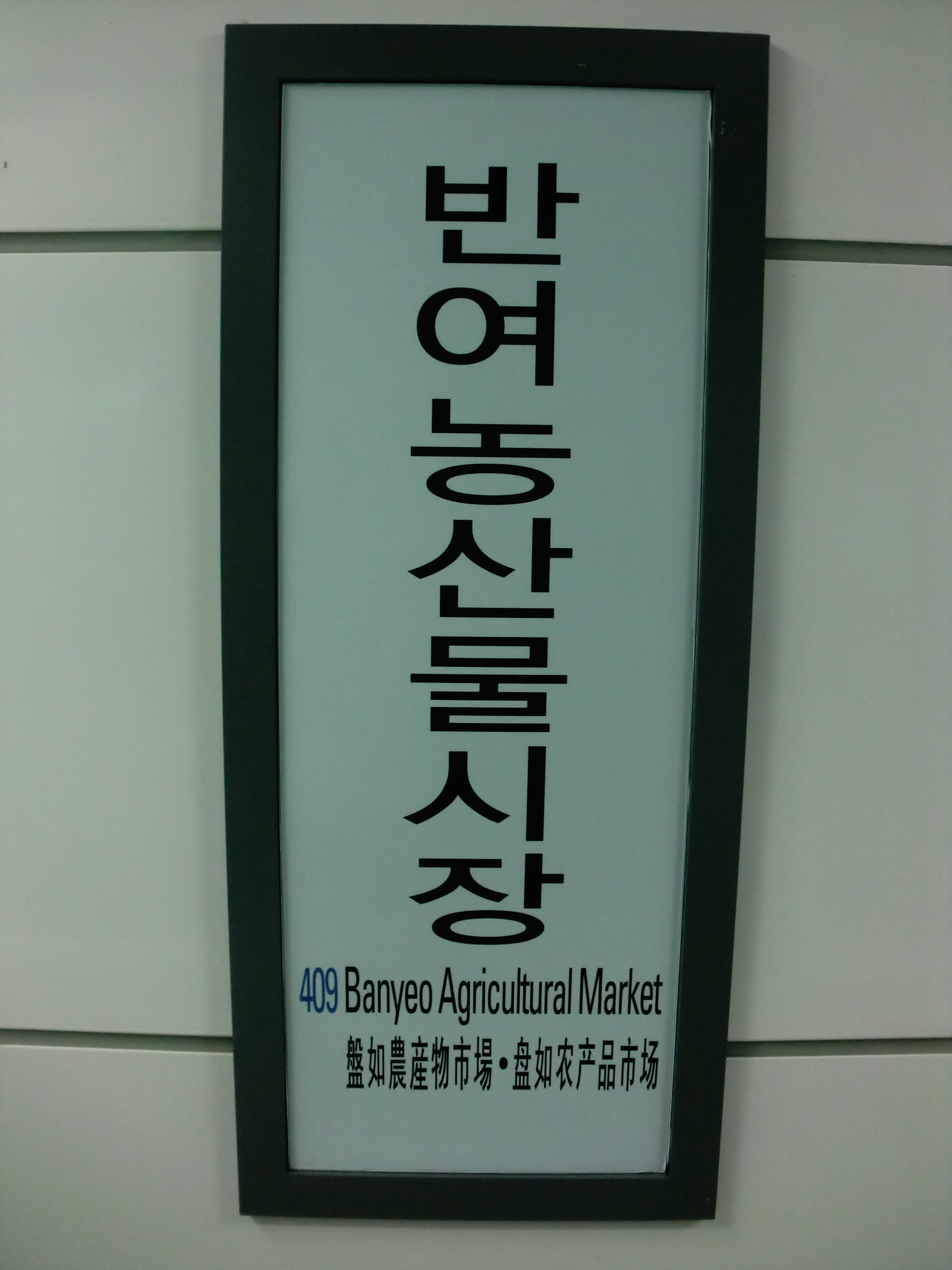
駅名標

### のりば
| 上り | 4号線 | 美南方面 |
| 下り | 4号線 | 安平方面 |

## 歴史
- 2011年3月30日 - 開業[1]。

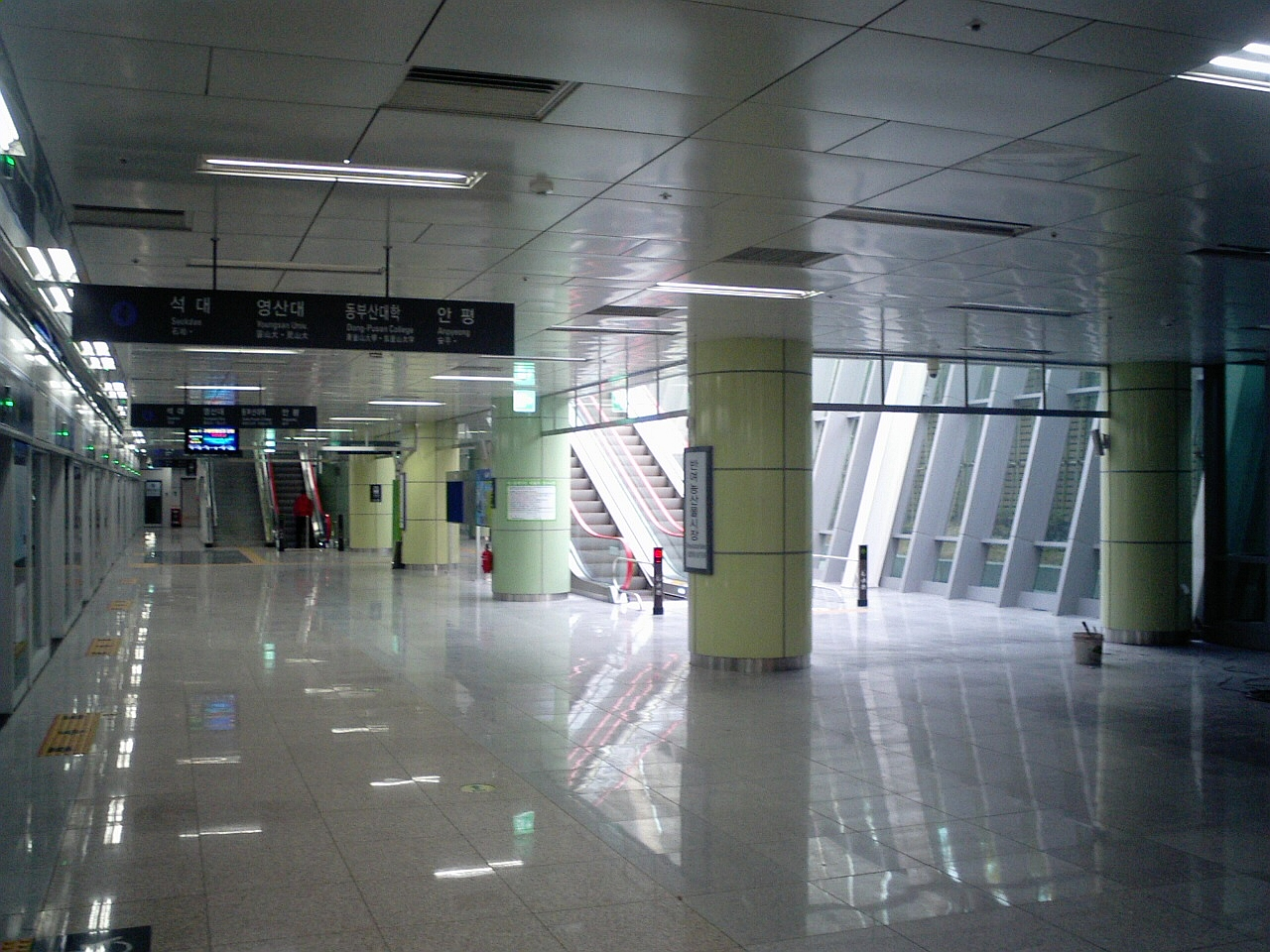
開業前の駅構内（2011年3月15日）

## 駅周辺
- 盤如農産物市場
- 石坮都市先端産業団地
- 盤石初等学校
- 海雲台樹木園

## 隣の駅
釜山交通公社
 4号線 
錦糸駅 (408) - 盤如農産物市場駅 (409) - 石坮駅 (410)